# 看不見愛
《看不見愛》，是日本摇滚樂團ZARD的第15張單曲。1995年6月5日發行。

## 簡介
雖然初動銷量也超過前作，達到30萬張以上，但稍微落後於SMAP的《試試吧》而屈居Oricon公信榜亞軍，但最終銷量則是本作較多，超過70萬張，是ZARD銷量第11高的單曲。
相隔三張單曲，本作再次收錄B面歌曲的伴奏版本。

## 收錄曲
1. 看不見愛（愛が見えない）
作詞：坂井泉水
作曲：小澤正澄
編曲：葉山武
  - 被用作必治妥施貴寶（現在是FineToday）「SEA BREEZE」'95廣告的主題曲，但編曲與單曲的版本不一樣。
  - 發售前，此曲有多個編曲版本，其數量之多，可與《轉動命運之輪》互相匹敵。[2]
  - MV在單曲發售前一年，於神奈川縣葉山町拍攝，影片的其中一幕，拍到坂井泉水坐在吉普車裏控制著方向盤，吉普車型號為Chrysler製的Jeep Wrangler，但車輛行走的一幕，卻是三菱製的吉普車。在她過世後，她在攝影棚中唱《看不見愛》的片段也被公開。
2. Teenage dream （Teenage dream）
作詞：坂井泉水
作曲：栗林誠一郎
編曲：明石昌夫
  - 翻唱自坂井為樂隊DEEN作詞的歌曲《Teenage dream》，編曲方面，DEEN原版由葉山武負責，但此翻唱版本由明石昌夫擔任。
3. 看不見愛（Original Karaoke）
作詞：坂井泉水
作曲：小澤正澄
編曲：葉山武
  - 與原版編曲不一樣，前奏添加了合成器的演奏，結束部份的吉他的餘音也較原版長。
4. Teenage dream（Original Karaoke）
作詞：坂井泉水
作曲：栗林誠一郎
編曲：明石昌夫